# Anicla ornea
Anicla ornea là một loài bướm đêm trong họ Noctuidae.